# Élections municipales de 1977 dans les Côtes-du-Nord
Les élections municipales dans les Côtes-du-Nord ont eu lieu les 13 et 20 mars 1977.

## Maires sortants et maires élus
| Commune                    | Population | Maire sortant            | Parti | Parti  | Maire élu                | Parti | Parti  |
| -------------------------- | ---------- | ------------------------ | ----- | ------ | ------------------------ | ----- | ------ |
| Bégard                     | 5 152      | Yves Le Pichouron        |       | PS     | Yves Le Pichouron        |       | PS     |
| Callac                     | 3 024      | Louis Raoul              |       | PCF    | Louis Raoul              |       | PCF    |
| Dinan                      | 13 429     | Yves Blanchot            |       | RPR    | Yves Blanchot            |       | RPR    |
| Erquy                      | 3 347      | Joseph Erhel             |       | PCF    | Joseph Erhel             |       | PCF    |
| Guingamp                   | 9 284      | Édouard Ollivro          |       | CDS    | François Leizour         |       | PCF    |
| Hillion                    | 2 858      | Ernest Gaillard          |       | PS     | Ernest Gaillard          |       | PS     |
| Lamballe                   | 9 330      | Fernand Labbé            |       | RPR    | Fernand Labbé            |       | RPR    |
| Langueux                   | 3 838      | Eugène Guéno             |       | PS     | Eugène Guéno             |       | PS     |
| Lannion                    | 16 867     | Pierre Marzin            |       | GD     | Pierre Jagoret           |       | PS     |
| Lanvallay                  | 2 901      | Adolphe Castel           |       | DVD    | Adolphe Castel           |       | DVD    |
| Léhon                      | 2 655      | Georges Hervé            |       | Centr. | Georges Hervé            |       | Centr. |
| Loudéac                    | 9 150      | Pierre Étienne           |       | RPR    | Pierre Étienne           |       | RPR    |
| Merdrignac                 | 2 704      | Bernard Sohier           |       | CDS    | Bernard Sohier           |       | CDS    |
| Paimpol                    | 8 176      | Max Querrien             |       | PS     | Max Querrien             |       | PS     |
| Penvénan                   | 2 614      | Édouard Laurent          |       | SE     | Édouard Laurent          |       | SE     |
| Perros-Guirec              | 7 773      | Yves Le Paranthoën       |       | Centr. | Yves Le Paranthoën       |       | Centr. |
| Plaintel                   | 2 885      | Gilbert Pléven           |       | DVD    | Gilbert Pléven           |       | DVD    |
| Plédran                    | 4 522      | Daniel Ballay            |       | PCF    | Daniel Ballay            |       | PCF    |
| Plémet                     | 3 035      | Louis Piton              |       | DVD    | Louis Piton              |       | DVD    |
| Pléneuf-Val-André          | 3 654      | Guillaume Guédo          |       | CDS    | Guillaume Guédo          |       | CDS    |
| Plérin                     | 9 757      | Louis Guéna              |       | DVD    | Roger Ollivier           |       | PCF    |
| Plestin-les-Grèves         | 3 018      | Marcel Hamon             |       | PCF    | Raymond Legrand          |       | DVD    |
| Pleubian                   | 3 401      | Abel Berthou             |       | PS     | Abel Berthou             |       | PS     |
| Pleumeur-Bodou             | 2 941      | Corentin Penn            |       | DVD    | Corentin Penn            |       | DVD    |
| Plœuc-sur-Lié              | 2 901      | Louis Morel              |       | PS     | Louis Morel              |       | PS     |
| Ploubazlanec               | 3 358      | Marcel Le Guyader        |       | PS     | Marcel Le Guyader        |       | PS     |
| Plouër-Langrolay-sur-Rance | 2 541      | Joseph Chas              |       | SE     | Joseph Castel            |       | SE     |
| Plouézec                   | 3 399      | François Druel           |       | DVG    | François Druel           |       | DVG    |
| Ploufragan                 | 8 395      | Marcel Cosson            |       | DVD    | Jean Dérian              |       | PCF    |
| Plouguernével              | 3 342      | Louis Le Dily            |       | DVG    | Louis Le Dily            |       | DVG    |
| Plouha                     | 4 195      | Alain Le Guen            |       | CDS    | Jean Lanno               |       | PS     |
| Ploumagoar                 | 3 940      | Louis Kéromest           |       | PS     | Louis Kéromest           |       | PS     |
| Pordic                     | 3 343      | Théophile Minier         |       | SE     | Théophile Minier         |       | SE     |
| Quévert                    | 2 579      | Louis Martin             |       | SE     | Louis Martin             |       | SE     |
| Quintin                    | 2 857      | Jean Frottier de Bagneux |       | RI     | Jean Frottier de Bagneux |       | RI     |
| Rostrenen                  | 3 875      | Guillaume Le Caroff      |       | PCF    | Guillaume Le Caroff      |       | PCF    |
| Saint-Brieuc               | 52 559     | Yves Le Foll             |       | PS     | Yves Le Foll             |       | PS     |
| Saint-Cast-le-Guildo       | 3 105      | Yves Sabouret            |       | CDS    | Yves Sabouret            |       | CDS    |
| Saint-Quay-Portrieux       | 3 123      | Robert Richet            |       | RPR    | Robert Richet            |       | RPR    |
| Trébeurden                 | 2 886      | André Le Pape            |       | SE     | André Le Pape            |       | SE     |
| Trégueux                   | 4 704      | Marcel Rault             |       | DVG    | Marcel Rault             |       | DVG    |
| Tréguier                   | 3 257      | Armand Fournis           |       | SE     | Roger Le Gulluche        |       | PS     |
| Yffiniac                   | 2 895      | Pierre Cléret            |       | PS     | Louis Marteil            |       | RPR    |